# Christoph Gottlieb Schröter
Christoph Gottlieb Schröter (* 10. August 1699 in Hohenstein; † 20. Mai 1782 in Nordhausen) war ein deutscher Komponist.

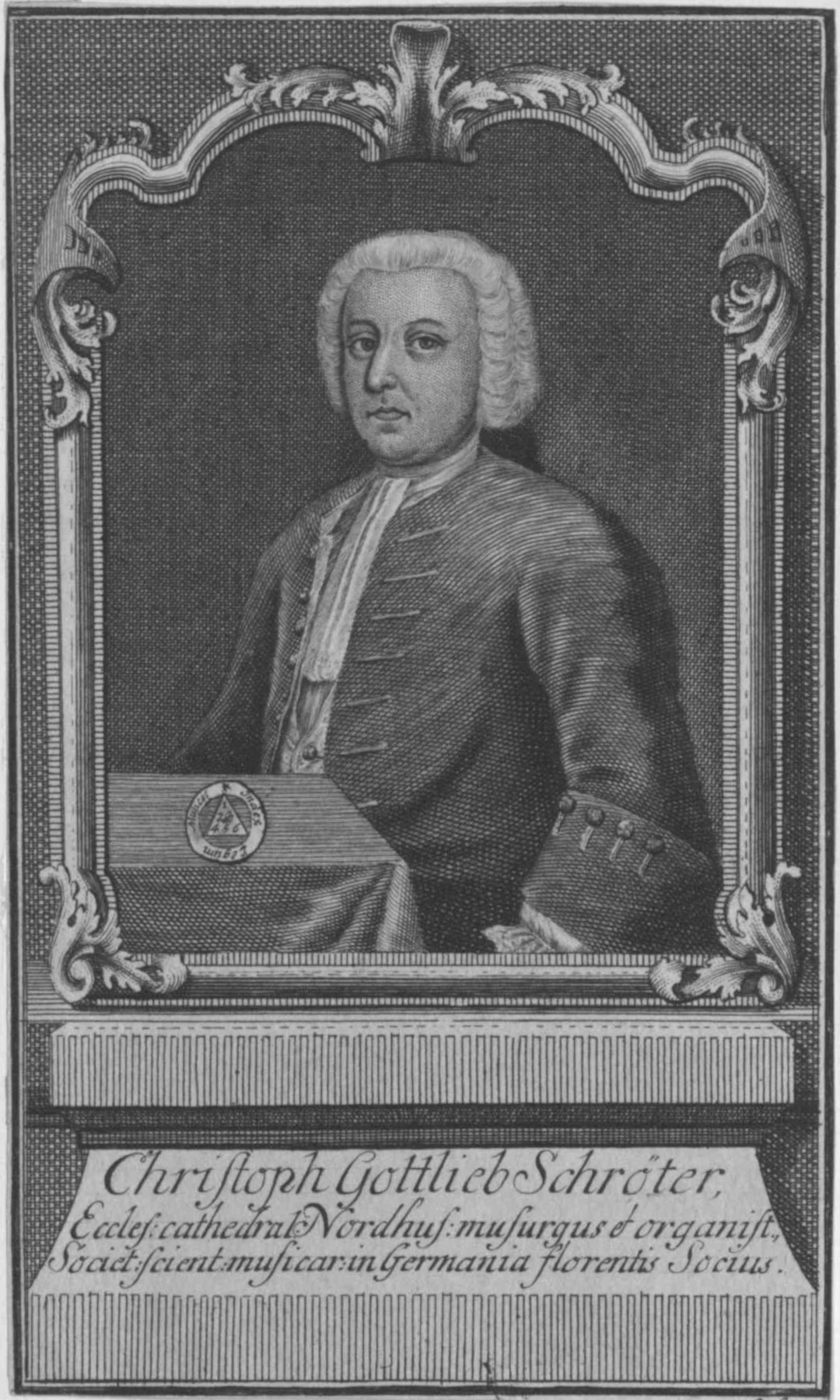
Christoph Gottlieb Schröter

## Leben
Schröter kam als Chorknabe 1706 an die Dresdner Kreuzschule und begann dann 1717 in Leipzig ein Theologiestudium, das er nach einem Jahr abbrach. Er hielt 1724 in Jena Vorlesungen über Musik und wurde 1726 Organist in Minden. Seit 1732 wirkte er als Organist in Nordhausen an der Nikolaikirche.
Schröter schuf ein umfangreiches Werk, darunter sieben Jahrgänge Kirchenkantaten, weltliche Kantaten, ein Passion, Serenaden, Konzerte, Ouvertüren, Sonaten, Präludien und Fugen für die Orgel und zahlreiche Gelegenheitswerke, von dem jedoch der größte Teil während der Plünderung Nordhausens im Siebenjährigen Krieg 1761 vernichtet wurde. Daneben verfasste er auch musikwissenschaftliche Werke und erfand eine Hammerklavier-Mechanik. 1739 wurde Schröter Mitglied der von Lorenz Christoph Mizler gegründeten Correspondierenden Societät der musicalischen Wissenschaften. In Mizlers Musikalischer Bibliothek veröffentlichte er einige Aufsätze. Ernst Ludwig Gerber zählte ihn zu den „bravsten Organisten unserer Zeit“, fügte aber hinzu, dass er mit Seb. Bach als Orgelspieler gar nicht in Vergleich komme, da er die Manier hatte, stets staccato zu spielen, während Bach dem gebundenen Spiele den Vorzug gab.
Um 1717 erfand er zwei Hammermechaniken für Cembali, die er allerdings aus finanziellen Gründen nicht weiterentwickeln konnte. 
Daher gilt er als Miterfinder des Klaviers.